# 托雷拉-德尔桑尼奥
托雷拉-德尔桑尼奥（義大利語：Torella del Sannio），是意大利坎波巴索省的一个市镇。总面积16平方公里，人口804人，人口密度50.3人/平方公里（2009年）。ISTAT代码为070079。